# Список призёров Олимпийских игр по академической гребле (женщины)
Полный список всех медалистов Олимпийских игр по академической гребле среди женщин с 1976 по 2016 гг.

## Современная программа

### Одиночка
Медали в одиночках разыгрывались 13 раз, начиная с Игр 1976 года. Екатерина Карстен-Ходотович — единственная, кто выиграл два раза (1996, 2000).
|                                   | Золото                             | Серебро                    | Бронза                             |
| 1976 Монреаль см. подробнее       | Кристине Шайблих ГДР               | Джоан Линд США             | Елена Антонова СССР                |
| 1980 Москва см. подробнее         | Санда Тома Румыния                 | Антонина Махина СССР       | Мартина Шрётер ГДР                 |
| 1984 Лос-Анджелес см. подробнее   | Валерия Рэчилэ Румыния             | Шарлотта Джир США          | Анн Хасебраук Бельгия              |
| 1988 Сеул см. подробнее           | Ютта Берендт ГДР                   | Энн Марден США             | Магдалена Георгиева Болгария       |
| 1992 Барселона см. подробнее      | Элисабета Липэ Румыния             | Аннелис Бредаль Бельгия    | Силкен Лауман Канада               |
| 1996 Атланта см. подробнее        | Екатерина Ходотович Беларусь       | Силкен Лауман Канада       | Трине Хансен Дания                 |
| 2000 Сидней см. подробнее         | Екатерина Карстен Беларусь         | Румяна Нейкова Болгария    | Катрин Ручов-Штомпоровски Германия |
| 2004 Афины см. подробнее          | Катрин Ручов-Штомпоровски Германия | Екатерина Карстен Беларусь | Румяна Нейкова Болгария            |
| 2008 Пекин см. подробнее          | Румяна Нейкова Болгария            | Мишель Геретт США          | Екатерина Карстен Беларусь         |
| 2012 Лондон см. подробнее         | Мирослава Кнапкова Чехия           | Фие Удбю Эриксен Дания     | Ким Кроу Австралия                 |
| 2016 Рио-де-Жанейро см. подробнее | Ким Бреннан Австралия              | Дженевра Стоун США         | Дуань Цзинли Китай                 |
| 2020 Токио см. подробнее          | Эмма Туигг Новая Зеландия          | Анна Пракатень ОКР         | Магдалена Лобниг Австрия           |
| 2024 Париж см. подробнее          | Каролин Флорейн Нидерланды         | Эмма Туигг Новая Зеландия  | Виктория Сенкуте Литва             |
| 2028 Лос-Анджелес см. подробнее   |                                    |                            |                                    |

### Двойка парная
|                                   | Золото                                                              | Серебро                                             | Бронза                                                |
| 1976 Монреаль см. подробнее       | Болгария · Светла Оцетова · Здравка Йорданова                       | ГДР · Сабине Ян · Петра Бёслер                      | СССР · Элеонора Каминскайте · Геновайте Рамошкене     |
| 1980 Москваv см. подробнее        | СССР · Елена Хлопцева · Лариса Попова                               | ГДР · Корнелия Линзе · Хайди Вестфаль               | Румыния · Валерия Рэчилэ · Ольга Хомеги               |
| 1984 Лос-Анджелес см. подробнее   | Румыния · Марьоара Попеску · Элисабета Оленюк                       | Нидерланды · Грет Хеллеманс · Николетте Хеллеманс   | Канада · Даниэле Лауман · Силкен Лауман               |
| 1988 Сеул см. подробнее           | ГДР · Биргит Петер · Мартина Шрётер                                 | Румыния · Элисабета Липэ · Вероника Коджану         | Болгария · Виолета Нинова · Стефка Мадина             |
| 1992 Барселона см. подробнее      | Германия · Керстин Кёппен · Катрин Борон                            | Румыния · Вероника Кокеля · Элисабета Липэ          | Китай · Гу Сяоли · Лу Хуали                           |
| 1996 Атланта см. подробнее        | Канада · Марни Макбин · Кэтлин Хеддл                                | Китай · Цао Мяньин · Чжан Сююнь                     | Нидерланды · Ирене Эйс · Эке ван Нес                  |
| 2000 Сидней см. подробнее         | Германия · Катрин Борон · Яна Тиме                                  | Нидерланды · Пита ван Дишук · Эке ван Нес           | Литва · Кристина Поплавская · Бируте Шакицкене        |
| 2004 Афины см. подробнее          | Новая Зеландия · Джорджина Эверс-Суинделл · Кэролайн Эверс-Суинделл | Германия · Пегги Валеска · Бритта Оппельт           | Великобритания · Сара Уинклесс · Элис Лаверик         |
| 2008 Пекин см. подробнее          | Новая Зеландия · Джорджина Эверс-Суинделл · Кэролайн Эверс-Суинделл | Германия · Аннекатрин Тиле · Кристиане Хут          | Великобритания · Элис Лаверик · Анна Бебингтон        |
| 2012 Лондон см. подробнее         | Великобритания · Анна Уоткинс · Кэтрин Грейнджер                    | Австралия · Ким Кроу · Брук Пратли                  | Польша · Магдалена Фуларчик · Юлия Михальская         |
| 2016 Рио-де-Жанейро см. подробнее | Польша · Магдалена Фуларчик · Наталия Мадай                         | Великобритания · Кэтрин Грейнджер · Виктория Торнли | Литва · Доната Виштартайте · Милда Вальчюкайте        |
| 2020 Токио см. подробнее          | Румыния · Николета-Анкуца Боднар · Симона Радиш                     | Новая Зеландия · Брук Донохью · Ханна Осборн        | Нидерланды · Рос де Йонг · Лиса Схенард               |
| 2024 Париж см. подробнее          | Новая Зеландия · Брук Фрэнсис · Люси Спурс                          | Румыния · Николета-Анкуца Боднар · Симона Радиш     | Великобритания · Матильда Ходжкинс-Бирн · Бекки Уайлд |

### Четвёрка парная (до 1988 года четвёрка парная с рулевой)
|                     | Золото                                                                                              | Серебро | Бронза |
| 1976, Монреаль      | ГДР · Анке Борхман · Ютта Лау · Виола Полай · Росвита Цобельт · Лиане Вайгельт (рулевая)            | СССР · Галина Ермолаева · Мира Брюнина · Лариса Попова · Анна Кондрашина · Надежда Чернышова (рулевая)         | Румыния · Иоана Тудоран · Фелича Афрэсилоаие · Элисабета Лазэр · Мария Микша · Элена Джуркэ (рулевая)     |
| 1980, Москва        | ГДР · Сибилла Райнхардт · Ютта Плох · Ютта Лау · Росвита Цобельт · Лиане Бур (рулевая)              | СССР · Антонина Пустовит · Елена Матиевская · Ольга Васильченко · Надежда Любимова · Нина Черемисина (рулевая) | Болгария · Марияна Сербезова · Румеляна Бончева · Долорес Накова · Анка Бакова · Анка Георгиева (рулевая) |
| 1984, Лос-Анджелес  | Румыния · Маричика Цэран · Анишоара Сорохан · Йоана Бадя · София Корбан · Екатерина Оанча (рулевая) | США · Вирджиния Гилдер · Джоан Линд · Энн Марден · Лиза Роде · Келли Рикон (рулевая)                           | Дания · Ханне Эриксен · Биргитте Ханель · Лотте Коэфоэд · Бодиль Расмуссен · Йетте Сёренсен (рулевая)     |
| 1988, Сеул          | ГДР · Керстин Фёрстер · Кристина Мундт · Беате Шрамм · Яна Зоргерс                                  | СССР · Ирина Калимбет · Светлана Мазий · Инна Фролова · Антонина Думчева                                       | Румыния · Анишоара Бэлан · Анишоара Миня · Элисабета Липэ · Вероника Коджану                              |
| 1992, Барселона     | Германия · Сибилла Шмидт · Биргит Петер · Керстин Мюллер · Кристина Мундт                           | Румыния · Анишоара Бэлан · Дойна Игнат · Констанца Бурчикэ · Вероника Кокеля                                   | Объединённая команда · Антонина Зеликович · Татьяна Устюжанина · Екатерина Ходотович · Елена Хлопцева     |
| 1996, Атланта       | Германия · Катрин Борон · Керстин Кёппен · Катрин Ручов · Яна Зоргерс                               | Украина · Светлана Мазий · Дина Мифтахутдиновна · Инна Фролова · Елена Ронжина                                 | Канада · Ларисса Бизенталь · Дайан О’Грэйди · Кэтлин Хеддл · Марни Макбин                                 |
| 2000, Сидней        | Германия · Майке Эверс · Мануэла Лутце · Маня Ковальски · Керстин Ковальски                         | Великобритания · Гуин Баттен · Мириам Баттен · Кэтрин Грейнджер · Джиллиан Линдсей                             | Россия · Оксана Дороднова · Ирина Федотова · Юлия Левина · Лариса Мерк                                    |
| 2004, Афины         | Германия · Майке Эверс · Мануэла Лутце · Катрин Борон · Керстин эль-Калькили                        | Великобритания · Элисон Моубрей · Дебби Флад · Фрэнсис Хотон · Ребекка Ромеро                                  | Австралия · Дана Фалетич · Ребекка Сатин · Эмбер Бредли · Керри Хор                                       |
| 2008 Пекин          | Китай · Тан Бинь · Цзинь Цзывэй · Си Айхуа · Чжан Янъян                                             | Великобритания · Аннабель Вернон · Дебби Флад · Фрэнсис Хотон · Кэтрин Грейнджер                               | Германия · Бритта Оппельт · Мануэла Лутце · Катрин Борон · Штефани Шиллер                                 |
| 2012 Лондон         | Украина · Яна Дементьева · Наталия Довгодько · Анастасия Коженкова · Екатерина Тарасенко            | Германия · Карина Бер · Бритта Оппельт · Юлия Рихтер · Аннекатрин Тиле                                         | США · Натали Делл · Меган Калмо · Кара Колер · Эдриенн Мартелли                                           |
| 2016 Рио-де-Жанейро | Германия · Аннекатрин Тиле · Карина Бер · Юлия Лир · Лиза Шмидла                                    | Нидерланды · Шанталь Ахтерберг · Николь Бёкерс · Инге Янссен · Карлин Бау                                      | Польша · Мария Спрингвальд · Йоанна Лещинская · Агнешка Кобус · Моника Цячух                              |
| 2020 Токио          | Китай ·                                                                                             | Польша · Агнешка Кобус · Марта Величко · Мария Сайдак · Катажина Зилльман                                      | Австралия ·                                                                                               |
| 2024 Париж          | Великобритания ·                                                                                    | Нидерланды ·                                                                                                   | Германия ·                                                                                                |

### Двойка распашная без рулевой
Медали разыгрывались на 13 Олимпийских играх, начиная с 1976 года.
|                                   | Золото                                            | Серебро                                             | Бронза                                              |
| 1976 Монреаль                     | Болгария · Сийка Келбечева · Стоянка Груйчева     | ГДР · Ангелика Ноак · Сабине Дене                   | ФРГ · Эдит Экбауэр · Теа Айнёдер                    |
| 1980 Москва                       | ГДР · Уте Штайндорф · Корнелия Клир               | Польша · Малгожата Длужевская · Чеслава Костяньская | Болгария · Сийка Барбулова · Стоянка Груйчева       |
| 1984 Лос-Анджелес                 | Румыния · Родика Арба · Елена Хорват              | Канада · Элизабет Крейг · Триша Смит                | ФРГ · Эллен Беккер · Ирис Фёлькнер                  |
| 1988 Сеул                         | Румыния · Родика Арба · Ольга Хомеги              | Болгария · Радка Стоянова · Лалка Берберова         | Новая Зеландия · Никола Пейн · Линли Ханнен         |
| 1992 Барселона                    | Канада · Марни Макбин · Кэтлин Хеддл              | Германия · Ингебург Шверцман · Штефани Верремайер   | США · Стефани Пирсон · Анна Ситон                   |
| 1996 Атланта                      | Австралия · Меган Стилл · Кейт Слаттер            | США · Мисси Швен · Карен Крафт                      | Франция · Кристин Госс · Элен Кортен                |
| 2000 Сидней                       | Румыния · Джорджета Дамьян · Дойна Игнат          | Австралия · Кейт Слаттер · Рэйчел Тейлор            | США · Карен Крафт · Мелисса Райан                   |
| 2004 Афины см. подробнее          | Румыния · Джорджета Дамьян · Вьорика Сусану       | Великобритания · Кэтрин Грейнджер · Кэт Бишоп       | Беларусь · Юлия Бичик · Наталья Гелах               |
| 2008 Пекин см. подробнее          | Румыния · Джорджета Андрунаке · Вьорика Сусану    | Китай · У Ю · Гао Юйлань                            | Беларусь · Юлия Бичик · Наталья Гелах               |
| 2012 Лондон см. подробнее         | Великобритания · Хелен Гловер · Хизер Стэннинг    | Австралия · Кейт Хорнзи · Сара Тейт                 | Новая Зеландия · Джульетт Хэйг · Ребекка Скоун      |
| 2016 Рио-де-Жанейро см. подробнее | Великобритания · Хелен Гловер · Хизер Стэннинг    | Новая Зеландия · Женевьев Берент · Ребекка Скоун    | Дания · Лерке Расмуссен · Анне Андерсен             |
| 2020 Токио см. подробнее          | Новая Зеландия · Грейс Прендергаст · Керри Гаулер | ОКР · Василиса Степанова · Елена Орябинская         | Канада ·                                            |
| 2024 Париж см. подробнее          | Нидерланды ·                                      | Румыния ·                                           | Австралия · Джессика Моррисон · Аннабелль Макинтайр |

### Четвёрка без рулевой
| Игры           | Золото                                                                   | Серебро                                                      | Бронза                                                           |
| 1992 Барселона | Канада · Кирстен Барнс · Бренда Тейлор · Джессика Монро · Кей Уортингтон | США · Шела Донохью · Синтия Эккерт · Кэрол Фини · Эми Фуллер | Германия · Антье Франк · Аннетте Хон · Габриэле Мель · Бирте Зих |
| 2020 Токио     | Австралия ·                                                              | Нидерланды ·                                                 | Ирландия ·                                                       |
| 2024 Париж     | Нидерланды ·                                                             | Великобритания ·                                             | Новая Зеландия ·                                                 |

### Восьмёрка
|                                   | Золото | Серебро | Бронза |
| 1976 Монреаль см. подробнее       | ГДР · Виола Горецки · Кристиане Кнеч · Илона Рихтер · Бригитте Аренхольц · Моника Каллис · Хенриетта Эберт · Хельма Леман · Ирина Мюллер · Марина Вильке                                  | СССР · Любовь Талалаева · Надежда Рощина · Клавдия Коженкова · Елена Зубко · Ольга Колкова · Нелли Тараканова · Надежда Розгон · Ольга Гузенко · Ольга Пуговская (рулевая)          | США · Линн Силлиман · Энн Уорнер · Джеки Зок · Марион Грег · Пегги Маккарти · Гейл Рикетсон · Кэрол Браун · Анита Дефранц · Кэри Грейвз                                                             |
| 1980 Москва см. подробнее         | ГДР · Мартина Бёслер · Керстен Найссер · Кристиане Кёпке · Биргит Шюц · Габи Кюн · Илона Рихтер · Марита Зандиг · Карин Метце · Марина Вильке (рулевая)                                   | СССР · Ольга Пивоварова · Нина Уманец · Надежда Прищепа · Валентина Жулина · Татьяна Стеценко · Нина Преображенская · Елена Овечкина · Мария Пазюн · Нина Фролова (рулевая)         | Румыния · Анджелика Апостяну · Марлена Предеску-Загони · Родика Фрынту · Флорика Букур · Родика Пушкату · Ана Ильюцэ · Мария Константинеску · Елена Бондар · Елена Добрицою (рулевая)               |
| 1984 Лос-Анджелес см. подробнее   | США · Бетси Бирд · Кэрол Бауэр · Джинн Флэнаган · Кэри Грейвз · Кэти Килер · Холли Меткалф · Кристин Норелиус · Ширил О’Стин · Кристен Торснесс                                           | Румыния · Марьоара Трашкэ · Луча Саука · Дойна Шнеп-Бэлан · Анета Михай · Аурора Плешка · Камелия Дьяконеску · Вьорика Йожа · Михаэла Армэшеску · Адриана Базон                     | Нидерланды · Грет Хеллеманс · Николетте Хеллеманс · Марике ван Дрогенбрук · Линда Корнет · Харрит ван Эттековен · Марти Лаурейсен · Каталин Нелиссен · Анна-Мария Квист · Вильон Вандрагер          |
| 1988 Сеул см. подробнее           | ГДР · Аннегрет Штраух · Юдит Цайдлер · Катрин Хаккер · Уте Вильд · Аня Клуге · Беатрикс Шрёэр · Рамона Бальтазар · Уте Штанге · Даниэда Нойнаст (рулевая)                                 | Румыния · Дойна Шнеп-Бэлан · Вероника Некула · Херта Аниташ · Марьоара Трашкэ · Адрьяна Базон · Михаэла Армэшеску · Родика Арба · Ольга Хомеги · Екатерина Оанча (рулевая)          | Китай · Чжоу Сюхуа · Чжан Яли · Хэ Яньвэнь · Хань Яцинь · Чжан Сянхуа · Чжоу Шоуин · Ян Сяо · Ху Ядун · Ли Жунхуа (рулевая)                                                                         |
| 1992 Барселона см. подробнее      | Канада · Кирстен Барнс · Шеннон Кроуфорд · Меган Делеэнти · Кэтлин Хеддл · Марни Макбин · Джессика Монро · Бренда Тейлор · Кей Уортингтон · Лесли Томпсон (рулевая)                       | Румыния · Вероника Некула · Адриана Базон · Мария Пэдурару · Юлия Булье · Дойна Робу · Вьорика Лепэдату · Дойна Шнеп-Бэлан · Йоана Олтяну · Елена Джорджеску (рулевая)              | Германия · Сильвия Дёрдельман · Катрин Хаккер · Кристиане Харцендорф · Керстин Петерсман · Дана Пириц · Аннегрет Штраух · Уте Шелль · Юдит Цайдлер · Даниэда Нойнаст (рулевая)                      |
| 1996 Атланта см. подробнее        | Румыния · Лильяна Гафенку · Вероника Кокеля · Елена Джорджеску · Анка Тэнасе · Дойна Спырку · Марьоара Попеску · Йоана Олтяну · Элисабета Липэ · Дойна Игнат                              | Канада · Анна ван дер Камп · Тоша Тсанг · Лесли Томпсон · Эмма Робинсон · Джессика Монро · Хизер Макдермид · Мария Мондер · Тереза Люк · Элисон Корн                                | Беларусь · Елена Микулич · Марина Знак · Наталья Волчек · Наталья Стасюк · Тамара Давыденко · Валентина Скрабатун · Наталья Лавриненко · Ярослава Павлович · Александра Панькина                    |
| 2000 Сидней см. подробнее         | Румыния · Вероника Кокеля · Джорджета Дамьян · Мария Магдалена Думитраке · Лильяна Гафенку · Елена Джорджеску · Дойна Игнат · Элисабета Липэ · Йоана Олтяну · Вьорика Сусану              | Нидерланды · Тесса Аппельдорн · Карин тер Бик · Пита ван Дишук · Элен Мейер · Эке ван Нес · Неллеке Пеннинкс · Мартинтье Квик · Аннеке Венема · Марик Вестерхоф                     | Канада · Баффи Александер · Ларисса Бизенталь · Хизер Дэвис · Элисон Корн · Тереза Люк · Хизер Макдермид · Эмма Робинсон · Лесли Томпсон · Дорота Урбаняк                                           |
| 2004 Афины см. подробнее          | Румыния · Аурика Бэрэску · Вьорика Сусану · Родика Флоря · Элисабета Липэ · Лильяна Гафенку · Йоана Кристина Папук · Джорджета Дамьян · Дойна Игнат · Елена Джорджеску (рулевая)          | США · Кейт Джонсон · Саманта Мэги · Меган Диркмат · Элисон Кокс · Лорел Корхольц · Анна Микельсон · Лианн Нельсон · Кэрин Дэвис · Мэри Уиппл (рулевая)                              | Нидерланды · Фраукье Вегман · Марлис Смюлдерс · Нинке Хоммес · Хюрнит Деккерс · Аннемарике ван Румпт · Хелен Тангер · Сара Сигелар · Аннемик де Хан · Эстер Воркел (рулевая)                        |
| 2008 Пекин см. подробнее          | США · Эрин Кафаро · Линдсей Шуп · Анна Гудейл · Элеанор Логан · Анна Камминс · Жужанна Франсия · Кэролайн Линд · Кэрин Дэвис · Мэри Уиппл (рулевая)                                       | Нидерланды · Фемке Деккер · Марлис Смюлдерс · Нинке Кингма · Ролине Репелар ван Дрил · Аннемарике ван Румпт · Хелен Тангер · Сара Сигелар · Аннемик де Хан · Эстер Воркел (рулевая) | Румыния · Констанца Бурчикэ · Вьорика Сусану · Родика Мария Шербан · Эникё Барабаш · Симона Думитрица Мушат · Йоана Кристина Папук · Джорджета Андрунаке · Дойна Игнат · Елена Джорджеску (рулевая) |
| 2012 Лондон см. подробнее         | США · Эрин Кафаро · Жужанна Франсия · Эстер Лофгрен · Тейлор Ритцель · Меган Мусницки · Элеанор Логан · Кэролайн Линд · Кэрин Дэвис · Мэри Уиппл                                          | Канада · Джанин Хансон · Рейчел Винберг · Криста Гюлуан · Лорен Уилкинсон · Натали Мастраччи · Эшли Бжозович · Дарси Марквардт · Андреанн Морен · Лесли Томпсон-Уилли               | Нидерланды · Якобин Веенховен · Нинке Кингма · Шанталь Ахтенберг · Ситске де Гроот · Ролин Репелаер ван Дрил · Клаудия Белдербос · Карлин Бау · Аннемик де Хан · Анне Шеллекенс                     |
| 2016 Рио-де-Жанейро см. подробнее | США · Эмили Реган · Керри Симмондс · Аманда Полк · Лорен Шметтерлинг · Меган Мусницки · Тесса Гоббо · Элеанор Логан · Аманда Элмор · Кейтлин Снайдер (рулевая)                            | Великобритания · Кэтрин Гривз · Мелани Уилсон · Фрэнсис Хотон · Полли Суонн · Джессика Эдди · Оливия Карнеги-Браун · Карен Беннетт · Зои Ли · Зои Де Толедо (рулевая)               | Румыния · Роксана Коджану · Йоана Струнгару · Михаэла Петрилэ · Юлиана Попа · Мэдэлина Береш · Лаура Опря · Аделина Богуш · Андреа Богьян · Даниэла Друнча (рулевая)                                |
| 2020 Токио см. подробнее          | Канада · | Новая Зеландия · | Китай · |
| 2024 Париж см. подробнее          | Румыния · Мария-Магдалена Русу · Роксана Ангел · Николета-Анкуцэ Боднар · Мария Лехач · Адриана Адам · Амалия Береш · Иоана Врынчану · Симона Радиш · Виктория-Штефания Петряну (рулевая) | Канада · Джессика Севик · Эбби Дент | Великобритания · Хейди Лонг · Роуэн Маккеллар · Холли Данфорд · Эмили Форд · Лорен Ирвин · Ив Стюарт · Хэтти Тейлор · Энни Кэмпбелл-Орд · Хенри Филдмен (рулевой)                                   |

## Исключённые дисциплины

### Четвёрка с рулевой
|                    | Золото                                                                                             | Серебро                                                                                             | Бронза |
| 1976, Монреаль     | ГДР · Карин Метце · Бианка Шведе · Габриеле Лос · Андреа Курт · Забине Хес                         | Болгария · Капка Георгиева · Гинка Гюрова · Марийка Модева · Рени Йорданова · Лиляна Васева         | СССР · Надежда Севостьянова · Людмила Крохина · Галина Мишенина · Анна Пасоха · Лидия Крылова               |
| 1980, Москва       | ГДР · Рамона Капхайм · Сильвия Фрёлих · Ангелика Ноак · Роми Зальфельд · Кирстен Венцель (рулевая) | Болгария · Гинка Гюрова · Марийка Модева · Рита Тодорова · Искра Велинова · Надя Филипова (рулевая) | СССР · Мария Фадеева · Галина Советникова · Марина Студнева · Светлана Семёнова · Нина Черемисина (рулевая) |
| 1984, Лос-Анджелес | Румыния · Флорика Лаврик · Мария Фричою · Кира Апостол · Ольга Хомеги · Вьорика Йожа               | Канада · Мэрилин Брейн · Анджела Шнейдер · Барбара Армбруст · Джейн Треганно · Лесли Томпсон        | Австралия · Сьюзан Ли · Карен Бранкур · Марго Фостер · Робин Грей-Гарднер · Сьюзан Чепмен                   |
| 1988, Сеул         | ГДР · Мартина Вальтер · Герлинда Добершюц · Карола Хорниг · Бирте Зих · Сильвия Розе (рулевая)     | Китай · Чжан Сянхуа · Ху Ядун · Ян Сяо · Чжоу Шоуин · Ли Жунхуа (рулевая)                           | Румыния · Марьоара Трашкэ · Вероника Некула · Херта Аниташ · Дойна Шнеп-Бэлан · Екатерина Оанча (рулевая)   |

### Двойка парная (лёгкий вес)
| Игры                              | Золото                                              | Серебро                                      | Бронза                                              |
| 1996 Атланта см. подробнее        | Румыния · Констанца Бурчикэ · Камелия Маковичук     | США · Тереза Белл · Линдси Бёрнс             | Австралия · Вирджиния Ли · Ребекка Джойс            |
| 2000 Сидней см. подробнее         | Румыния · Констанца Бурчикэ · Анджела Алупей        | Германия · Валери Фихофф · Клаудия Бласберг  | США · Кристин Коллинз · Сара Гарнер                 |
| 2004 Афины см. подробнее          | Румыния · Констанца Бурчикэ · Анджела Алупей        | Германия · Даниэла Раймер · Клаудия Бласберг | Нидерланды · Кирстен ван дер Колк · Марит ван Эйпен |
| 2008 Пекин см. подробнее          | Нидерланды · Кирстен ван дер Колк · Марит ван Эйпен | Финляндия · Санна Стен · Минна Ниеминен      | Канада · Мелани Кок · Трейси Кэмерон                |
| 2012 Лондон см. подробнее         | Великобритания · Кэтрин Коупленд · Софи Хоскинг     | Китай · Сюй Дунсян · Хуан Вэньи              | Греция · Кристина Гизициду · Александра Циаву       |
| 2016 Рио-де-Жанейро см. подробнее | Нидерланды · Майке Хеад · Илсе Паулис               | Канада · Линдсей Дженнерич · Патрисия Оби    | Китай · Хуан Вэньи · Пань Фэйхун                    |
| 2020 Токио см. подробнее          | Италия · Валентина Родини · Федерика Чезарини       | Франция · Лора Тарантола · Клер Бове         | Нидерланды ·                                        |
| 2024 Париж см. подробнее          | Великобритания ·                                    | Румыния ·                                    | Греция ·                                            |